# Les chansons qui ont façonné le rock 'n' roll
Les chansons qui ont façonné le rock 'n' roll (The Songs That Shaped Rock and Roll), initialement appelée 500 chansons qui ont façonné le rock 'n' roll (500 Songs That Shaped Rock and Roll), est une liste établie en 1994 par James Henke, conservateur en chef du Rock and Roll Hall of Fame, avec l'aide de  différents musicologues et critiques musicaux, répertoriant, selon eux, les chansons les plus influentes dans l'évolution du rock 'n' roll. La liste initiale de 500 chansons a ultérieurement été compléter pour atteindre un total de 660 titres.

## Contexte
La liste fait partie d'une exposition permanente du musée, présente depuis son ouverture en 1995 à Cleveland dans l'Ohio, sous la forme d'une base de données interactive. Initialement, elle recense 500 chansons enregistrées entre les années 1920 et les années 1990. Elle ne contient pas seulement des chansons rock ; on y trouve de nombreux morceaux de blues, jazz, country, rhythm and blues, doo-wop, soul, gospel, hip-hop, etc. La plus ancienne est Wabash Cannonball, écrite vers 1882 et crédité à J. A. Roff,. Depuis lors, cependant, 160 chansons supplémentaires ont été ajoutées. Les chansons les plus récentes de la liste sont Crazy de Gnarls Barkley et Welcome to the Black Parade de My Chemical Romance, toutes deux sorties en 2006. Les Beatles et les Rolling Stones sont les plus représentés dans la liste de 660 chansons, avec huit titres chacun. Huit chansons sont composées par Bob Dylan et huit autres par le duo Jerry Leiber et Mike Stoller. Cette liste, établie par ordre alphabétique, ne constitue pas un classement.

## Liste détaillée
Les 160 titres ajoutés ultérieurement à la liste des 500 chansons sont indiqués par un symbole « # » dans la colonne no 5.
| Interprète                                         | Titre                                                   | Date | Auteurs |   |
| -------------------------------------------------- | ------------------------------------------------------- | ---- | --- | - |
| AC/DC                                              | Back In Black                                           | 1980 | Angus Young, Malcolm Young, Brian Johnson |   |
| AC/DC                                              | Highway to Hell                                         | 1979 | Angus Young, Malcolm Young, Bon Scott |   |
| Roy Acuff and the Smoky Mountain Boys              | Wabash Cannonball (en)                                  | 1936 | J. A. Roff |   |
| Aerosmith                                          | Dream On                                                | 1973 | Steven Tyler |   |
| Aerosmith                                          | Toys in the Attic                                       | 1975 | Steven Tyler, Joe Perry |   |
| Afrika Bambaataa & Soulsonic Force                 | Planet Rock                                             | 1982 | Arthur Baker, John Robie, Soulsonic Force |   |
| The Allman Brothers Band                           | Ramblin' Man                                            | 1973 | Dickey Betts |   |
| The Allman Brothers Band                           | Whipping Post                                           | 1969 | Gregg Allman |   |
| The Animals                                        | The House of the Rising Sun                             | 1964 | Trad., arr. Alan Price |   |
| The Animals                                        | We Gotta Get out of This Place                          | 1965 | Barry Mann et Cynthia Weil |   |
| Louis Armstrong                                    | West End Blues                                          | 1928 | Clarence Williams, King Oliver |   |
| Arrested Development                               | Tennessee (en)                                          | 1992 | Todd Thomas, Aerle Taree, Prince |   |
| Average White Band                                 | Pick Up the Pieces                                      | 1974 | Roger Ball, Malcolm Duncan, Alan Gorrie, Onnie McIntyre, Hamish Stuart, Robbie McIntosh                                                                | # |
| The B-52's                                         | Rock Lobster                                            | 1978 | Fred Schneider, Ricky Wilson |   |
| LaVern Baker                                       | Jim Dandy                                               | 1956 | Lincoln Chase |   |
| Hank Ballard and the Midnighters                   | Work with Me, Annie                                     | 1954 | Hank Ballard |   |
| The Band                                           | The Night They Drove Old Dixie Down                     | 1969 | Robbie Robertson |   |
| The Band                                           | The Weight                                              | 1968 | Robbie Robertson |   |
| Bauhaus                                            | Bela Lugosi's Dead                                      | 1979 | David J, Peter Murphy, Daniel Ash,Kevin Haskins | # |
| The Beach Boys                                     | California Girls                                        | 1965 | Brian Wilson, Mike Love |   |
| The Beach Boys                                     | Don't Worry Baby                                        | 1964 | Brian Wilson, Roger Christian |   |
| The Beach Boys                                     | God Only Knows                                          | 1966 | Brian Wilson, Tony Asher |   |
| The Beach Boys                                     | Good Vibrations                                         | 1966 | Brian Wilson, Mike Love |   |
| The Beach Boys                                     | Surfin' U.S.A.                                          | 1963 | Chuck Berry, Brian Wilson |   |
| The Beastie Boys                                   | Hey Ladies (en)                                         | 1989 | MCA, Adrock, Mike D, Barbarella Bishop, Matt Dike, Ronald Ford, John King, Gaary Shider, Linda Shider, Michael Simpson, Larry Troutman, Roger Troutman | # |
| The Beastie Boys                                   | (You Gotta) Fight for Your Right (To Party!)            | 1986 | Beastie Boys, Rick Rubin, Tom Cushman |   |
| The Beatles                                        | A Day in the Life                                       | 1967 | John Lennon, Paul McCartney |   |
| The Beatles                                        | Help!                                                   | 1965 | John Lennon, Paul McCartney |   |
| The Beatles                                        | Hey Jude                                                | 1968 | John Lennon, Paul McCartney |   |
| The Beatles                                        | I Want to Hold Your Hand                                | 1963 | John Lennon, Paul McCartney |   |
| The Beatles                                        | In My Life                                              | 1965 | John Lennon, Paul McCartney | # |
| The Beatles                                        | Norwegian Wood (This Bird Has Flown)                    | 1965 | John Lennon, Paul McCartney |   |
| The Beatles                                        | Strawberry Fields Forever                               | 1967 | John Lennon, Paul McCartney |   |
| The Beatles                                        | Yesterday                                               | 1965 | John Lennon, Paul McCartney |   |
| The Beau Brummels                                  | Laugh, Laugh (en)                                       | 1964 | Ron Elliott |   |
| Beck                                               | Loser                                                   | 1993 | Beck, Karl Stephenson |   |
| The Jeff Beck Group                                | Plynth (Water Down the Drain)                           | 1969 | Nicky Hopkins, Ronnie Wood, Rod Stewart |   |
| Bee Gees                                           | Stayin' Alive                                           | 1977 | Barry, Robin et Maurice Gibb |   |
| Archie Bell and the Drells                         | Tighten Up                                              | 1968 | Archie Bell, Billy Buttier |   |
| Chuck Berry                                        | Johnny B. Goode                                         | 1958 | Chuck Berry |   |
| Chuck Berry                                        | Maybellene                                              | 1955 | Chuck Berry |   |
| Chuck Berry                                        | Brown Eyed Handsome Man                                 | 1956 | Chuck Berry | # |
| Chuck Berry                                        | Rock and Roll Music                                     | 1957 | Chuck Berry |   |
| Chuck Berry                                        | Roll Over Beethoven                                     | 1956 | Chuck Berry | # |
| The Big Bopper                                     | Chantilly Lace                                          | 1958 | Jiles Perry Richardson |   |
| Big Brother and the Holding Company                | Piece of My Heart                                       | 1968 | Jerry Ragovoy, Bert Berns |   |
| Big Star                                           | September Gurls                                         | 1974 | Alex Chilton |   |
| Black Flag                                         | T.V. Party                                              | 1981 | Greg Ginn | # |
| Black Sabbath                                      | Iron Man                                                | 1971 | Tony Iommi, Ozzy Osbourne, Geezer Butler, Bill Ward |   |
| Black Sabbath                                      | Paranoid                                                | 1970 | Tony Iommi, Ozzy Osbourne, Geezer Butler, Bill Ward |   |
| Bobby Blue Bland                                   | Turn On Your Love Light (en)                            | 1961 | Joseph Wade Scott, Deadric Malone |   |
| Blondie                                            | Heart of Glass                                          | 1979 | Debbie Harry, Chris Stein |   |
| Kurtis Blow                                        | The Breaks (en)                                         | 1980 | Kurtis Blow, Robert Ford Jr., James B. Moore, Russell Simmons, Larry Smith                                                                             |   |
| Gary U.S. Bonds                                    | Quarter to Three (en)                                   | 1961 | Gene Barge, Frank J. Guida, Joseph F. Royster, Gary Anderson                                                                                           |   |
| Booker T. and the M.G.'s                           | Green Onions                                            | 1962 | Booker T. Jones, Steve Cropper, Lewie Steinberg, Al Jackson, Jr.                                                                                       |   |
| Boston                                             | More Than a Feeling                                     | 1976 | Tom Scholz |   |
| David Bowie                                        | Changes                                                 | 1972 | David Bowie | # |
| David Bowie                                        | Fame                                                    | 1975 | David Bowie, Carlos Alomar, John Lennon |   |
| David Bowie                                        | Space Oddity                                            | 1969 | David Bowie |   |
| David Bowie                                        | Ziggy Stardust                                          | 1972 | David Bowie |   |
| The Box Tops                                       | The Letter                                              | 1967 | Wayne Carson |   |
| Jackie Brenston and His Delta Cats                 | Rocket 88                                               | 1951 | Jackie Brenston | # |
| Charles Brown                                      | Driftin' Blues                                          | 1945 | Charles Brown |   |
| James Brown                                        | I Got You (I Feel Good)                                 | 1965 | James Brown |   |
| James Brown                                        | Please, Please, Please                                  | 1956 | James Brown |   |
| James Brown                                        | Get Up (I Feel Like Being a) Sex Machine                | 1970 | James Brown, Bobby Byrd, Ron Lenhoff | # |
| James Brown                                        | Say It Loud – I'm Black and I'm Proud                   | 1968 | James Brown, Pee Wee Ellis |   |
| Ruth Brown                                         | (Mama) He Treats Your Daughter Mean (en)                | 1953 | Johnny Wallace, Herbert J. Lance |   |
| Jackson Browne                                     | Late for the Sky (en)                                   | 1974 | Jackson Browne, Al Schmitt |   |
| Buffalo Springfield                                | For What It's Worth                                     | 1967 | Stephen Stills |   |
| Jerry Butler and the Impressions                   | For Your Precious Love                                  | 1958 | Arthur Brooks, Richard Brooks, Jerry Butler | # |
| Solomon Burke                                      | Everybody Needs Somebody to Love                        | 1964 | Jerry Wexler, Bert Berns, Solomon Burke |   |
| Johnny Burnette and the Rock and Roll Trio         | Train Kept A-Rollin'                                    | 1956 | Tiny Bradshaw, Howard Kay et Lois Mann |   |
| Buzzcocks                                          | Ever Fallen in Love (With Someone You Shouldn't've)     | 1978 | Pete Shelley | # |
| The Byrds                                          | Eight Miles High                                        | 1966 | Gene Clark, David Crosby, Jim McGuinn |   |
| The Byrds                                          | Hickory Wind (en)                                       | 1968 | Gram Parsons, Bob Buchanan |   |
| The Byrds                                          | Mr. Tambourine Man                                      | 1965 | Bob Dylan |   |
| Leroy Carr                                         | How Long, How Long Blues (en)                           | 1928 | Leroy Carr | # |
| Carter Family                                      | Keep on the Sunny Side (en)                             | 1928 | Ada Blenkhorn, J. Howard Entwisle | # |
| Johnny Cash                                        | Folsom Prison Blues                                     | 1956 | Johnny Cash |   |
| Johnny Cash                                        | I Walk the Line                                         | 1956 | Johnny Cash |   |
| The Champs                                         | Tequila                                                 | 1958 | Danny Flores |   |
| Gene Chandler                                      | Duke of Earl                                            | 1951 | Gene Chandler, Earl Edwards, Bernice Williams |   |
| The Chantays                                       | Pipeline                                                | 1962 | Brian Carman, Bob Spickard |   |
| The Chantels                                       | Maybe                                                   | 1957 | George Goldner, Roger Case, Richard Barrett | # |
| Ray Charles                                        | Hallelujah I Love Her So                                | 1956 | Ray Charles |   |
| Ray Charles                                        | I Can't Stop Loving You                                 | 1962 | Don Gibson | # |
| Ray Charles                                        | I Got a Woman                                           | 1954 | Ray Charles, Renald Richard |   |
| Ray Charles                                        | What'd I Say                                            | 1959 | Ray Charles |   |
| Chubby Checker                                     | The Twist                                               | 1960 | Hank Ballard |   |
| The Chi-Lites                                      | Have You Seen Her (en)                                  | 1971 | Barbara Acklin, Eugene Record | # |
| Chic                                               | Good Times                                              | 1979 | Bernard Edwards, Nile Rodgers | # |
| Chic                                               | Le Freak                                                | 1978 | Bernard Edwards, Nile Rodgers |   |
| The Chords                                         | Sh-Boom                                                 | 1954 | James Edwards, Carl Feaster, Claude Feaster, James Keyes, Floyd McRae                                                                                  | # |
| Charlie Christian with the Benny Goodman Orchestra | Solo Flight (en)                                        | 1944 | Benny Goodman |   |
| Eric Clapton                                       | After Midnight                                          | 1970 | J.J. Cale |   |
| Eric Clapton                                       | Tears in Heaven                                         | 1992 | Eric Clapton, Will Jennings | # |
| The Dave Clark Five                                | Glad All Over                                           | 1963 | Dave Clark, Mike Smith |   |
| The Clash                                          | London Calling                                          | 1979 | Joe Strummer, Mick Jones |   |
| The Clash                                          | (White Man) In Hammersmith Palais                       | 1978 | Joe Strummer, Mick Jones | # |
| Jimmy Cliff                                        | Many Rivers to Cross                                    | 1969 | Jimmy Cliff |   |
| Jimmy Cliff                                        | The Harder They Come                                    | 1972 | Jimmy Cliff |   |
| Patsy Cline                                        | I Fall to Pieces                                        | 1961 | Hank Cochran, Harlan Howard |   |
| Patsy Cline                                        | Walkin' After Midnight (en)                             | 1957 | Alan Block, Don Hecht | # |
| George Clinton                                     | Atomic Dog (en)                                         | 1982 | George Clinton, Garry Shider, David Spradley | # |
| The Clovers                                        | Love Potion No. 9                                       | 1959 | Jerry Leiber, Mike Stoller |   |
| The Coasters                                       | Yakety Yak                                              | 1958 | Jerry Leiber, Mike Stoller |   |
| The Coasters                                       | Young Blood                                             | 1957 | Doc Pomus, Jerry Leiber et Mike Stoller |   |
| Eddie Cochran                                      | C'mon Everybody                                         | 1958 | Eddie Cochran, Jerry Capehart |   |
| Eddie Cochran                                      | Summertime Blues                                        | 1958 | Eddie Cochran, Jerry Capehart |   |
| Joe Cocker                                         | With a Little Help from My Friends                      | 1968 | John Lennon, Paul McCartney |   |
| Cocteau Twins                                      | Ivo                                                     | 1984 | Elizabeth Fraser, Robin Guthrie, Simon Raymonde | # |
| Leonard Cohen                                      | Suzanne                                                 | 1968 | Leonard Cohen | # |
| Coldplay                                           | Yellow                                                  | 2000 | Ken Nelson | # |
| Nat King Cole                                      | Straighten Up and Fly Right                             | 1943 | Nat King Cole, Irving Mills | # |
| Lyn Collins                                        | Think (About It) (en)                                   | 1972 | James Brown | # |
| The Contours                                       | Do You Love Me (en)                                     | 1962 | Berry Gordy Jr. |   |
| Sam Cooke                                          | A Change Is Gonna Come                                  | 1964 | Sam Cooke |   |
| Sam Cooke                                          | Bring It On Home to Me (en)                             | 1962 | Sam Cooke |   |
| Sam Cooke                                          | You Send Me                                             | 1957 | Sam Cooke |   |
| Alice Cooper                                       | I'm Eighteen                                            | 1970 | Alice Cooper, Michael Bruce, Dennis Dunaway, Glen Buxton, Neal Smith                                                                                   |   |
| Elvis Costello and the Attractions                 | (What's So Funny 'Bout) Peace, Love and Understanding   | 1978 | Nick Lowe | # |
| Elvis Costello                                     | Pump It Up                                              | 1978 | Elvis Costello |   |
| Count Five                                         | Psychotic Reaction                                      | 1966 | Kenn Ellner, Roy Chaney, Craig Atkinson, John Byrne, John Michalski                                                                                    |   |
| Country Joe and the Fish                           | The Fish Cheer / I-Feel-Like-I'm-Fixin'-to-Die Rag      | 1965 | Country Joe McDonald |   |
| Don Covay                                          | Mercy, Mercy                                            | 1964 | Don Covay, Ronald Alonzo Miller |   |
| Cream                                              | Crossroads                                              | 1968 | Robert Johnson |   |
| Cream                                              | Sunshine of Your Love                                   | 1967 | Pete Brown, Jack Bruce, Eric Clapton |   |
| Creedence Clearwater Revival                       | Fortunate Son                                           | 1969 | John Fogerty |   |
| Creedence Clearwater Revival                       | Green River                                             | 1969 | John Fogerty |   |
| Creedence Clearwater Revival                       | Proud Mary                                              | 1969 | John Fogerty |   |
| Crosby, Stills & Nash                              | Suite: Judy Blue Eyes                                   | 1969 | Bill Halverson, David Crosby, Graham Nash, Stephen Stills                                                                                              |   |
| Crosby, Stills, Nash and Young                     | Ohio                                                    | 1970 | Neil Young |   |
| The Crows                                          | Gee (en)                                                | 1953 | William Davis, Viola Watkins |   |
| The Crystals                                       | Da Doo Ron Ron                                          | 1963 | Phil Spector, Ellie Greenwich, Jeff Barry |   |
| The Crystals                                       | He's a Rebel                                            | 1962 | Gene Pitney |   |
| Culture Club                                       | Time (Clock of the Heart) (en)                          | 1982 | Roy Hay, Boy George, Mikey Craig, Jon Moss |   |
| The Cure                                           | In Between Days                                         | 1985 | Robert Smith | # |
| Dick Dale and the Del-Tones                        | Let's Go Trippin' (en)                                  | 1961 | Dick Dale |   |
| The Damned                                         | New Rose                                                | 1976 | Brian James |   |
| Danny & the Juniors                                | At the Hop                                              | 1957 | Artie Singer, John Medora, David White |   |
| Bobby Darin                                        | Mack the Knife                                          | 1928 | Bertolt Brecht, Kurt Weill | # |
| Bobby Darin                                        | Splish Splash                                           | 1958 | Bobby Darin, Murray Kaufman |   |
| The Spencer Davis Group                            | Gimme Some Lovin'                                       | 1966 | Steve Winwood, Spencer Davis, Muff Winwood |   |
| De La Soul                                         | Me Myself and I (en)                                    | 1989 | Paul Huston, David Jude Jolicoeur, Vincent Mason, Kelvin Mercer                                                                                        |   |
| The Dead Boys                                      | Sonic Reducer                                           | 1977 | Cheetah Chrome, David Thomas | # |
| Dead Kennedys                                      | Holiday in Cambodia                                     | 1980 | Jello Biafra, John Greenway | # |
| Deep Purple                                        | Smoke on the Water                                      | 1972 | Ritchie Blackmore, Ian Gillan, Roger Glover, Jon Lord, Ian Paice                                                                                       |   |
| Desmond Dekker & the Aces                          | Israelites                                              | 1968 | Desmond Dekker, Leslie Kong | # |
| The Dell-Vikings                                   | Come Go with Me                                         | 1957 | Clarence Quick |   |
| The Dells                                          | Oh, What a Night                                        | 1969 | Marvin Junior, Johnny Funches |   |
| The Delmore Brothers                               | Hillbilly Boogie                                        | 1946 | Alton Delmore, Rabon Delmore |   |
| Depeche Mode                                       | People Are People                                       | 1984 | Martin L. Gore | # |
| Derek and the Dominos                              | Layla                                                   | 1970 | Eric Clapton, Jim Gordon |   |
| Devo                                               | Whip It                                                 | 1980 | Gerald Casale, Mark Mothersbaugh |   |
| Bo Diddley                                         | Bo Diddley                                              | 1955 | Ellas Mc Daniel |   |
| Bo Diddley                                         | Say Man (en)                                            | 1959 | Ellas Mc Daniel | # |
| Dion                                               | Runaround Sue                                           | 1961 | Dion DiMucci, Ernie Maresca | # |
| Dion and the Belmonts                              | A Teenager in Love                                      | 1969 | Doc Pomus, Mort Shuman |   |
| Dire Straits                                       | Sultans of Swing                                        | 1978 | Mark Knopfler |   |
| The Dixie Cups                                     | Chapel of Love                                          | 1964 | Jeff Barry, Ellie Greenwich, Phil Spector |   |
| The Dixie Hummingbirds                             | I'll Live Again                                         | 1952 | |   |
| Bill Doggett                                       | Honky Tonk (en)                                         | 1956 | Bill Doggett, Shep Shepherd, Clifford Scott, Billy Butler                                                                                              |   |
| Fats Domino                                        | Ain't That a Shame                                      | 1955 | Fats Domino, Dave Bartholomew |   |
| Fats Domino                                        | Blueberry Hill                                          | 1956 | Al Lewis, Larry Stock, Vincent Rose |   |
| The Dominoes                                       | Sixty Minute Man                                        | 1951 | Billy Ward, Rose Marks |   |
| Lonnie Donegan                                     | Rock Island Line                                        | 1955 | Kelly Pace |   |
| Donovan                                            | Sunshine Superman                                       | 1966 | Donovan |   |
| The Doobie Brothers                                | What a Fool Believes                                    | 1969 | Michael McDonald, Kenny Loggins | # |
| The Doors                                          | Light My Fire                                           | 1967 | Jim Morrison, Robby Krieger, Ray Manzarek, John Densmore                                                                                               |   |
| The Doors                                          | The End                                                 | 1967 | Jim Morrison, Robby Krieger, Ray Manzarek, John Densmore                                                                                               |   |
| Dr. Dre                                            | Nuthin' but a 'G' Thang                                 | 1992 | Andre Young, Tracy Curry, Calvin Broadus |   |
| Dr. John                                           | Right Place, Wrong Time (en)                            | 1973 | Mac Rebennack |   |
| The Drifters                                       | Money Honey                                             | 1953 | Jesse Stone |   |
| The Drifters                                       | On Broadway                                             | 1963 | Barry Mann, Cynthia Weil, Jerry Leiber, Mike Stoller                                                                                                   | # |
| The Drifters                                       | There Goes My Baby                                      | 1959 | Benjamin Nelson, Lover Patterson, George Treadwell |   |
| The Drifters                                       | Up on the Roof                                          | 1962 | Gerry Goffin, Carole King |   |
| Duran Duran                                        | Hungry Like the Wolf                                    | 1982 | Nick Rhodes, Simon Le Bon, John Taylor, Roger Taylor, Andy Taylor                                                                                      |   |
| Bob Dylan                                          | Blowin' in the Wind                                     | 1963 | Bob Dylan |   |
| Bob Dylan                                          | Like a Rolling Stone                                    | 1965 | Bob Dylan |   |
| Bob Dylan                                          | Subterranean Homesick Blues                             | 1965 | Bob Dylan |   |
| Bob Dylan                                          | Tangled Up in Blue                                      | 1975 | Bob Dylan |   |
| Bob Dylan                                          | The Times They Are a-Changin'                           | 1964 | Bob Dylan |   |
| Eagles                                             | Hotel California                                        | 1977 | Glenn Frey, Don Henley, Don Felder |   |
| Eagles                                             | Take It Easy                                            | 1972 | Jackson Browne, Glenn Frey |   |
| Earth, Wind and Fire                               | Shining Star                                            | 1975 | Maurice White, Larry Dunn et Philip Bailey | # |
| Duane Eddy                                         | Rebel-'Rouser (en)                                      | 1958 | Duane Eddy, Lee Hazlewood |   |
| Missy Elliott                                      | Get Ur Freak On                                         | 2001 | Melissa Elliott, Tim Mosley | # |
| Eminem feat. Dido                                  | Stan                                                    | 2000 | Eminem , Dido Armstrong | # |
| The English Beat                                   | Mirror in the Bathroom (en)                             | 1980 | Ranking Roger, Andy Cox, Everett Morton, David Steele, Dave Wakeling                                                                                   | # |
| Eurythmics                                         | Sweet Dreams (Are Made of This)                         | 1983 | Annie Lennox, Dave Stewart |   |
| The Everly Brothers                                | All I Have to Do Is Dream                               | 1958 | Boudleaux Bryant |   |
| The Everly Brothers                                | Bye Bye Love                                            | 1957 | Felice Bryant, Boudleaux Bryant |   |
| The Everly Brothers                                | Wake Up Little Susie                                    | 1957 | Felice Bryant, Boudleaux Bryant | # |
| Fatboy Slim                                        | The Rockafeller Skank                                   | 1998 | Fatboy Slim | # |
| The "5" Royales                                    | Think (en)                                              | 1957 | Lowman Pauling | # |
| The Five Satins                                    | In the Still of the Night                               | 1956 | Fred Parris |   |
| The Flamingos                                      | I Only Have Eyes for You                                | 1959 | Al Dubin et Harry Warren |   |
| Fleetwood Mac                                      | Go Your Own Way                                         | 1976 | Lindsey Buckingham |   |
| The Flying Burrito Brothers                        | Sin City                                                | 1969 | Gram Parsons, Chris Hillman |   |
| The Four Seasons                                   | Big Girls Don't Cry (en)                                | 1962 | Bob Crewe, Bob Gaudio |   |
| The Four Seasons                                   | Walk Like a Man (en)                                    | 1963 | Bob Crewe, Bob Gaudio |   |
| The Four Tops                                      | Baby I Need Your Loving                                 | 1964 | Brian Holland, Lamont Dozier, Eddie Holland |   |
| The Four Tops                                      | Reach Out I'll Be There                                 | 1966 | Brian Holland, Lamont Dozier, Eddie Holland |   |
| Aretha Franklin                                    | Chain of Fools                                          | 1967 | Don Covay |   |
| Aretha Franklin                                    | I Never Loved a Man (the Way I Love You)                | 1967 | Ronnie Shannon |   |
| Aretha Franklin                                    | (You Make Me Feel Like) A Natural Woman                 | 1967 | Gerry Goffin, Carole King, Jerry Wexler | # |
| Aretha Franklin                                    | Respect                                                 | 1967 | Otis Redding |   |
| Free                                               | All Right Now                                           | 1970 | Andy Fraser, Paul Rodgers |   |
| Fugees                                             | Ready or Not                                            | 1996 | Wyclef Jean, Pras Michel, Lauryn Hill, William Hart, Thomas Bell, Enya Brennan, Nicholas Ryan, Roma Ryan                                               | # |
| Bobby Fuller Four                                  | I Fought the Law                                        | 1965 | Sonny Curtis |   |
| Lowell Fulson                                      | Reconsider Baby (en)                                    | 1954 | Lowell Fulson |   |
| Funkadelic                                         | One Nation Under a Groove                               | 1978 | George Clinton, Walter Morrison, Garry Shider |   |
| Peter Gabriel                                      | Biko                                                    | 1980 | Peter Gabriel |   |
| Peter Gabriel                                      | In Your Eyes                                            | 1985 | Peter Gabriel, Bill Laswell, Daniel Lanois | # |
| Gang of Four                                       | What We All Want (en)                                   | 1981 | Jon King, Gang of Four | # |
| Cecil Gant                                         | I Wonder (We're Gonna Rock)                             | 1944 | Cecil Gant, Raymond Leveen |   |
| Marvin Gaye                                        | I Heard It Through the Grapevine                        | 1968 | Norman Whitfield, Barrett Strong |   |
| Marvin Gaye                                        | Sexual Healing                                          | 1982 | Marvin Gaye, Odell Brown |   |
| Marvin Gaye                                        | What's Going On                                         | 1971 | Al Cleveland, Renaldo Benson, Marvin Gaye |   |
| Genesis                                            | The Lamb Lies Down on Broadway (en)                     | 1974 | Tony Banks, Phil Collins, Peter Gabriel, Steve Hackett, Mike Rutherford                                                                                | # |
| Georgia Tom / Tampa Red                            | It's Tight Like That (en)                               | 1928 | Tampa Red, Georgia Tom | # |
| Gerry and the Pacemakers                           | How Do You Do It?                                       | 1963 | Mitch Murray |   |
| Geto Boys                                          | Mind Playing Tricks on Me (en)                          | 1991 | Brad Jordan, Doug King, William Dennis | # |
| Gary Glitter                                       | Rock and Roll Part 2 (en)                               | 1972 | Gary Glitter, Mike Leander |   |
| Gnarls Barkley                                     | Crazy                                                   | 2006 | Brian Burton, Thomas Callaway, Gian Franco Reverberi, Gian Piero Reverberi                                                                             | # |
| The Go-Go's                                        | We Got the Beat (en)                                    | 1981 | Charlotte Caffey |   |
| Golden Gate Quartet                                | Rock My Soul (en)                                       | 1938 | traditionnel |   |
| Grand Funk Railroad                                | We're an American Band (en)                             | 1973 | Don Brewer |   |
| Grandmaster Flash and the Furious Five             | The Message                                             | 1982 | Ed « Duke Bootee » Fletcher, Melle Mel |   |
| Grateful Dead                                      | Dark Star                                               | 1968 | Robert Hunter, Jerry Garcia, Phil Lesh, Bill Kreutzmann, Mickey Hart, Ron « Pigpen » McKernan, Bob Weir, Tom Constanten                                |   |
| Grateful Dead                                      | Uncle John's Band                                       | 1970 | Robert Hunter, Jerry Garcia |   |
| Al Green                                           | Let's Stay Together                                     | 1971 | Al Green, Willie Mitchell, Al Jackson, Jr. |   |
| Green Day                                          | Basket Case                                             | 1994 | Billie Joe Armstrong, Green Day | # |
| Guitar Slim                                        | The Things That I Used to Do                            | 1953 | Eddie Jones |   |
| Guns N' Roses                                      | Welcome to the Jungle                                   | 1987 | Axl Rose, Slash |   |
| Woody Guthrie                                      | Pastures of Plenty (en)                                 | 1941 | Woody Guthrie |   |
| Woody Guthrie                                      | Pretty Boy Floyd                                        | 1939 | Woody Guthrie |   |
| Woody Guthrie                                      | This Land Is Your Land                                  | 1945 | Woody Guthrie |   |
| Bill Haley & his Comets                            | (We're Gonna) Rock Around the Clock                     | 1954 | Max C. Freedman, Jimmy De Knight |   |
| Hall and Oates                                     | She's Gone (en)                                         | 1973 | Daryl Hall, John Oates | # |
| Lionel Hampton                                     | Flying Home                                             | 1939 | Lionel Hampton, Benny Goodman | # |
| Slim Harpo                                         | Rainin' in My Heart (en)                                | 1961 | Slim Harpo, Jerry West |   |
| Wynonie Harris                                     | Good Rockin' Tonight                                    | 1948 | Roy Brown |   |
| Wilbert Harrison                                   | Kansas City                                             | 1959 | Jerry Leiber, Mike Stoller |   |
| PJ Harvey                                          | Dress (en)                                              | 1991 | PJ Harvey, Rob Ellis | # |
| Dale Hawkins                                       | Susie Q                                                 | 1957 | Dale Hawkins, Stan Lewis, Eleanor Broadwater |   |
| Screamin' Jay Hawkins                              | I Put a Spell on You                                    | 1956 | Jay Hawkins, Herb Slotkin |   |
| Isaac Hayes                                        | Theme from Shaft                                        | 1971 | Isaac Hayes | # |
| Heart                                              | Barracuda                                               | 1977 | Ann Wilson, Roger Fisher, Nancy Wilson | # |
| Richard Hell and The Voidoids                      | (I Belong to the) Blank Generation                      | 1976 | Richard Hell |   |
| The Jimi Hendrix Experience                        | All Along the Watchtower                                | 1968 | Bob Dylan |   |
| The Jimi Hendrix Experience                        | Little Wing                                             | 1967 | Jimi Hendrix | # |
| The Jimi Hendrix Experience                        | Purple Haze                                             | 1967 | Jimi Hendrix |   |
| The Jimi Hendrix Experience                        | Voodoo Child (Slight Return)                            | 1968 | Jimi Hendrix |   |
| Billie Holiday                                     | Strange Fruit                                           | 1939 | Lewis Allan, Abel Meeropol | # |
| The Hollies                                        | Bus Stop (en)                                           | 1966 | Graham Gouldman |   |
| Buddy Holly                                        | Peggy Sue                                               | 1957 | Buddy Holly, Jerry Allison, Norman Petty |   |
| Buddy Holly and The Crickets                       | That'll Be the Day                                      | 1957 | Buddy Holly, Jerry Allison, Norman Petty |   |
| John Lee Hooker                                    | Boogie Chillen'                                         | 1948 | John Lee Hooker |   |
| John Lee Hooker                                    | Boom Boom                                               | 1962 | John Lee Hooker |   |
| Howlin' Wolf                                       | Smokestack Lightning                                    | 1956 | Chester Burnett |   |
| Howlin' Wolf                                       | Spoonful                                                | 1960 | Willie Dixon |   |
| Howlin' Wolf                                       | The Red Rooster                                         | 1961 | Willie Dixon |   |
| The Human League                                   | Don't You Want Me                                       | 1981 | Jo Callis, Philip Oakey, Philip Adrian Wright |   |
| Mississippi John Hurt                              | Stack O'Lee Blues                                       | 1928 | |   |
| Hüsker Dü                                          | Turn On the News (en)                                   | 1984 | Grant Hart |   |
| The Impressions                                    | People Get Ready                                        | 1965 | Curtis Mayfield |   |
| The Ink Spots                                      | If I Didn't Care                                        | 1939 | Jack Lawrence |   |
| Iron Butterfly                                     | In-A-Gadda-Da-Vida                                      | 1968 | Doug Ingle |   |
| The Isley Brothers                                 | It's Your Thing                                         | 1969 | Ronald Isley, O'Kelly Isley, Jr., Rudolph Isley |   |
| The Isley Brothers                                 | Shout (Parts 1 & 2)                                     | 1959 | Rudolph Isley, Ronald Isley, O'Kelly Isley Jr |   |
| The Jackson Five                                   | ABC                                                     | 1970 | Berry Gordy, Freddie Perren, Alphonzo Mizell, Deke Richards                                                                                            |   |
| The Jackson Five                                   | I Want You Back                                         | 1969 | Berry Gordy, Freddie Perren, Alphonzo Mizell, Deke Richards                                                                                            |   |
| Janet Jackson                                      | Control                                                 | 1986 | James Harris III, Terry Lewis, Janet Jackson | # |
| Mahalia Jackson                                    | Move On Up a Little Higher (en)                         | 1947 | William Herbert Brewster |   |
| Michael Jackson                                    | Beat It                                                 | 1982 | Michael Jackson |   |
| Michael Jackson                                    | Billie Jean                                             | 1982 | Michael Jackson |   |
| The Jam                                            | In the City (en)                                        | 1977 | Paul Weller | # |
| Elmore James                                       | Dust My Broom                                           | 1951 | Robert Johnson |   |
| Elmore James                                       | Shake Your Moneymaker (en)                              | 1961 | Elmore James |   |
| Etta James                                         | At Last                                                 | 1961 | Mack Gordon, Harry Warren | # |
| Etta James                                         | Tell Mama (en)                                          | 1967 | Clarence Carter |   |
| Etta James                                         | The Wallflower (Dance with Me, Henry) (en)              | 1955 | Johnny Otis, Hank Ballard, Etta James | # |
| Rick James                                         | Super Freak                                             | 1981 | Rick James |   |
| Tommy James and the Shondells                      | Crimson and Clover (en)                                 | 1968 | Tommy James, Peter Lucia | # |
| Tommy James and the Shondells                      | Hanky Panky (en)                                        | 1964 | Jeff Barry, Ellie Greenwich |   |
| Jan and Dean                                       | Surf City                                               | 1963 | Brian Wilson, Jan Berry, Dean Torrence |   |
| Jane's Addiction                                   | Been Caught Stealing (en)                               | 1990 | Eric Avery, Perry Farrell |   |
| Jay-Z                                              | Hard Knock Life (Ghetto Anthem)                         | 1998 | Shawn Carter, Charles Strouse, Martin Charnin | # |
| Jefferson Airplane                                 | Somebody to Love                                        | 1967 | Darby Slick |   |
| Jefferson Airplane                                 | White Rabbit                                            | 1967 | Grace Slick |   |
| Blind Lemon Jefferson                              | Match Box Blues                                         | 1927 | Blind Lemon Jefferson |   |
| Jethro Tull                                        | Aqualung (en)                                           | 1971 | Ian Anderson, Jennie Anderson |   |
| Joan Jett and the Blackhearts                      | I Love Rock 'n' Roll                                    | 1981 | Alan Merrill, Jake Hooker |   |
| Billy Joel                                         | Just the Way You Are                                    | 1977 | Billy Joel |   |
| Billy Joel                                         | Piano Man                                               | 1973 | Billy Joel | # |
| Elton John                                         | Bennie and the Jets                                     | 1973 | Bernie Taupin, Elton John |   |
| Elton John                                         | Your Song                                               | 1970 | Bernie Taupin, Elton John |   |
| Little Willie John                                 | Fever                                                   | 1956 | Otis Blackwell, Eddie Cooley |   |
| Blind Willie Johnson                               | Mother's Children Have a Hard Time (en)                 | 1928 | Blind Willie Johnson |   |
| Robert Johnson                                     | Cross Road Blues                                        | 1937 | Robert Johnson |   |
| Robert Johnson                                     | Hellhound on My Trail (en)                              | 1937 | Robert Johnson |   |
| Robert Johnson                                     | Love in Vain                                            | 1939 | Robert Johnson |   |
| Robert Johnson                                     | Sweet Home Chicago                                      | 1937 | Robert Johnson |   |
| Louis Jordan and His Tympany Five                  | Caldonia                                                | 1945 | Louis Jordan |   |
| Louis Jordan and His Tympany Five                  | Saturday Night Fish Fry (en)                            | 1949 | Louis Jordan, Ellis Walsh |   |
| Joy Division                                       | Love Will Tear Us Apart                                 | 1980 | Ian Curtis, Peter Hook, Stephen Morris, Bernard Sumner                                                                                                 |   |
| Judas Priest                                       | Breaking the Law                                        | 1980 | Rob Halford, K. K. Downing, Glenn Tipton | # |
| Albert King                                        | Born Under a Bad Sign                                   | 1967 | William Bell, Booker T. Jones |   |
| B.B. King                                          | Sweet Little Angel                                      | 1956 | Lucille Bogan, Jules Taub, B.B. King |   |
| B.B. King                                          | 3 O'Clock Blues (en)                                    | 1951 | Lowell Fulson | # |
| B.B. King                                          | The Thrill Is Gone                                      | 1970 | Rick Darnell, Roy Hawkins |   |
| Ben E. King                                        | Spanish Harlem                                          | 1960 | Jerry Leiber, Phil Spector |   |
| Ben E. King                                        | Stand by Me                                             | 1961 | Jerry Leiber, Mike Stoller |   |
| Carole King                                        | You've Got a Friend                                     | 1971 | Carole King |   |
| Freddy King                                        | Hide Away                                               | 1960 | Hide Away |   |
| Saunders King                                      | S.K. Blues                                              | 1942 | Saunders King | # |
| King Crimson                                       | The Court of the Crimson King                           | 1969 | Ian McDonald, Peter Sinfield | # |
| The Kingsmen                                       | Louie Louie                                             | 1963 | Richard Berry |   |
| The Kinks                                          | A Well Respected Man                                    | 1965 | Ray Davies |   |
| The Kinks                                          | Lola                                                    | 1970 | Ray Davies |   |
| The Kinks                                          | Waterloo Sunset                                         | 1967 | Ray Davies | # |
| The Kinks                                          | You Really Got Me                                       | 1964 | Ray Davies |   |
| Kiss                                               | Rock and Roll All Nite                                  | 1975 | Paul Stanley, Gene Simmons |   |
| Buddy Knox                                         | Party Doll (en)                                         | 1957 | Buddy Knox, Jimmy Bowen |   |
| Korn                                               | Freak on a Leash (en)                                   | 1999 | Jonathan Davis, James Shaffer, Reginald Arvizu, Brian Welch, David Silveria                                                                            | # |
| Kraftwerk                                          | Autobahn (en)                                           | 1974 | Ralf Hütter, Florian Schneider, Emil Schult |   |
| LL Cool J                                          | Mama Said Knock You Out (en)                            | 1990 | James Todd Smith, Marlon Williams |   |
| The La's                                           | There She Goes                                          | 1988 | Lee Mavers | # |
| Cyndi Lauper                                       | Girls Just Want to Have Fun                             | 1983 | Robert Hazard |   |
| Leadbelly                                          | Midnight Special (en)                                   | 1934 | Huddie William Ledbetter |   |
| Led Zeppelin                                       | Dazed and Confused                                      | 1969 | Jimmy Page |   |
| Led Zeppelin                                       | Kashmir                                                 | 1975 | Jimmy Page, Robert Plant, John Bonham | # |
| Led Zeppelin                                       | Rock and Roll                                           | 1971 | Jimmy Page, Robert Plant, John Paul Jones, John Bonham                                                                                                 |   |
| Led Zeppelin                                       | Stairway to Heaven                                      | 1971 | Jimmy Page, Robert Plant |   |
| Led Zeppelin                                       | Whole Lotta Love                                        | 1969 | Willie Dixon (arr. Jimmy Page, Robert Plant, John Paul Jones, John Bonham)                                                                             |   |
| The Left Banke                                     | Walk Away Renée                                         | 1966 | Michael Brown, Bob Calilli, Tony Sansone |   |
| John Lennon's Plastic Ono Band                     | Give Peace a Chance                                     | 1969 | John Lennon |   |
| John Lennon                                        | Imagine                                                 | 1971 | John Lennon, Yoko Ono |   |
| John Lennon                                        | Instant Karma!                                          | 1970 | John Lennon |   |
| Jerry Lee Lewis                                    | Great Balls of Fire                                     | 1957 | Jack Hammer, Otis Blackwell |   |
| Jerry Lee Lewis                                    | Whole Lotta Shakin' Goin' On                            | 1957 | Dave Curly Williams, Roy Hall |   |
| Joe Liggins                                        | The Honeydripper (en)                                   | 1945 | Joe Liggins | # |
| Little Eva                                         | The Loco-Motion                                         | 1962 | Gerry Goffin, Carole King |   |
| Little Feat                                        | Dixie Chicken                                           | 1973 | Lowell George, Fred Martin |   |
| Little Walter                                      | Juke                                                    | 1952 | Walter Jacobs |   |
| Professor Longhair and His Shuffling Hungarians    | Mardi Gras in New Orleans                               | 1949 | Professor Longhair | # |
| Professor Longhair                                 | Tipitina                                                | 1953 | Roy Byrd |   |
| Lene Lovich                                        | Lucky Number (en)                                       | 1979 | Lucky Number | # |
| The Lovin' Spoonful                                | Do You Believe in Magic                                 | 1965 | John Sebastian |   |
| Nick Lowe                                          | Heart of the City                                       | 1976 | Nick Lowe | # |
| Frankie Lymon and The Teenagers                    | I'm Not a Juvenile Delinquent (en)                      | 1956 | George Goldner |   |
| Frankie Lymon and The Teenagers                    | Why Do Fools Fall in Love                               | 1956 | Frankie Lymon, Herman Santiago, Jimmy Merchant |   |
| Lynyrd Skynyrd                                     | Free Bird                                               | 1973 | Ronnie Van Zant, Allen Collins |   |
| Lynyrd Skynyrd                                     | Sweet Home Alabama                                      | 1974 | Ed King, Gary Rossington, Ronnie Van Zant | # |
| MC Hammer                                          | U Can't Touch This                                      | 1990 | Stanley Burrell, James Johnson, Alonzo Miller |   |
| Madonna                                            | Like a Virgin                                           | 1984 | Tom Kelly, Billy Steinberg |   |
| Madonna                                            | Vogue                                                   | 1990 | Madonna, Shep Pettibone | # |
| The Mamas and the Papas                            | California Dreamin'                                     | 1965 | John Phillips, Michelle Phillips |   |
| The Marcels (en)                                   | Blue Moon                                               | 1961 | Richard Rodgers, Lorenz Hart |   |
| Bob Marley and the Wailers                         | Lively Up Yourself                                      | 1971 | Bob Marley |   |
| Bob Marley and the Wailers                         | No Woman, No Cry                                        | 1975 | Vincent Ford |   |
| Bob Marley and the Wailers                         | Redemption Song                                         | 1980 | Bob Marley | # |
| Bob Marley and the Wailers                         | Three Little Birds                                      | 1980 | Bob Marley | # |
| Martha and the Vandellas                           | Dancing in the Street                                   | 1964 | Marvin Gaye, William Stevenson, Ivory Joe Hunter |   |
| Martha and the Vandellas                           | (Love Is Like a) Heat Wave                              | 1963 | Brian Holland, Lamont Dozier, Eddie Holland |   |
| Dave Matthews Band                                 | Ants Marching (en)                                      | 1994 | David J. Matthews | # |
| Curtis Mayfield                                    | Superfly (en)                                           | 1972 | Curtis Mayfield |   |
| Paul McCartney                                     | Maybe I'm Amazed                                        | 1970 | Paul McCartney |   |
| Stick McGhee                                       | Drinkin' Wine Spo-Dee-O-Dee                             | 1949 | Stick McGhee, Jay Mayo Williams | # |
| Barry McGuire                                      | Eve of Destruction                                      | 1965 | P. F. Sloan |   |
| Don McLean                                         | American Pie                                            | 1971 | Don McLean |   |
| Blind Willie McTell                                | Statesboro Blues (en)                                   | 1929 | Willie McTell |   |
| John Cougar Mellencamp                             | Authority Song                                          | 1983 | John Mellencamp |   |
| John Cougar Mellencamp                             | Pink Houses                                             | 1983 | John Mellencamp | # |
| Metallica                                          | Enter Sandman                                           | 1991 | James Hetfield, Kirk Hammett, Lars Ulrich |   |
| Miami Sound Machine                                | Conga (en)                                              | 1985 | Enrique E. Garcia | # |
| Midnight Oil                                       | Beds Are Burning                                        | 1987 | Peter Garrett, Jim Moginie, Rob Hirst |   |
| Amos Milburn                                       | Chicken Shack Boogie (en)                               | 1948 | Amos Milburn, Lola Cullum | # |
| Amos Milburn and His Aladdin Chickenshackers       | Let's Have a Party                                      | 1957 | Wim Leys, Jan Blaimont and Jessie Mae Robinson |   |
| Steve Miller Band                                  | Fly Like an Eagle                                       | 1976 | Steve Miller |   |
| Lucky Millinder and His Orchestra                  | Who Threw the Whiskey in the Well (en)                  | 1945 | Bullmoose Jackson, Eddie DeLange, John Benson Brooks, Lucky Millinder                                                                                  | # |
| Ministry                                           | Stigmata (en)                                           | 1988 | Al Jourgensen | # |
| The Miracles                                       | Going to a Go-Go                                        | 1965 | Smokey Robinson, Pete Moore, Bobby Rogers, Marvin Tarplin                                                                                              |   |
| The Miracles                                       | Shop Around                                             | 1960 | Smokey Robinson, Berry Gordy | # |
| The Miracles                                       | The Tracks of My Tears                                  | 1965 | Smokey Robinson, Pete Moore, Marv Tarplin |   |
| The Miracles                                       | You've Really Got a Hold on Me                          | 1962 | Smokey Robinson |   |
| Joni Mitchell                                      | Help Me                                                 | 1974 | Joni Mitchell |   |
| Moby                                               | Porcelain (en)                                          | 1999 | Moby, Pilar Basso | # |
| Moby Grape                                         | Omaha                                                   | 1967 | Skip Spence |   |
| The Monkees                                        | I'm a Believer                                          | 1966 | Neil Diamond |   |
| The Monkees                                        | Last Train to Clarksville                               | 1966 | Tommy Boyce, Bobby Hart |   |
| The Monotones                                      | The Book of Love                                        | 1957 | Warren Davis, George Malone, Charles Patrick |   |
| Bill Monroe and the Blue Grass Boys                | Blue Moon of Kentucky                                   | 1947 | Bill Monroe | # |
| Bill Monroe and the Blue Grass Boys                | Mule Skinner Blues (en)                                 | 1940 | Jimmie Rodgers |   |
| The Moody Blues                                    | Nights in White Satin                                   | 1967 | Justin Hayward |   |
| The Moonglows                                      | Sincerely                                               | 1954 | Harvey Fuqua, Alan Freed |   |
| Wild Bill Moore                                    | Rock and Roll                                           | 1949 | Wild Bill Davis | # |
| Alanis Morissette                                  | You Oughta Know                                         | 1995 | Alanis Morissette, Glen Ballard | # |
| Van Morrison                                       | Brown Eyed Girl                                         | 1967 | Van Morrison |   |
| Van Morrison                                       | Madame George (en)                                      | 1968 | Van Morrison |   |
| Van Morrison                                       | Moondance                                               | 1970 | Van Morrison |   |
| The Mothers of Invention                           | Brown Shoes Don't Make It (en)                          | 1967 | Frank Zappa |   |
| Mott the Hoople                                    | All the Young Dudes                                     | 1972 | David Bowie |   |
| My Chemical Romance                                | Welcome to the Black Parade                             | 2006 | My Chemical Romance | # |
| N.W.A.                                             | Fuck tha Police                                         | 1988 | O'Shea Jackson, Lorenzo Patterson, Andre Young, Antoine Carraby                                                                                        | # |
| Naughty by Nature                                  | O.P.P. (en)                                             | 1991 | Vincent Brown, Anthony Criss, Keir Gist, The Corporation, Herb Rooney                                                                                  | # |
| Ricky Nelson                                       | Hello Mary Lou (en)                                     | 1961 | Gene Pitney, Cayet Mangiaracina |   |
| Aaron Neville                                      | Tell It Like It Is                                      | 1966 | George Davis, Lee Diamond |   |
| New Order                                          | Blue Monday                                             | 1983 | Bernard Sumner, Stephen Morris, Peter Hook, Gillian Gilbert                                                                                            | # |
| New York Dolls                                     | Personality Crisis                                      | 1973 | David Johansen, Johnny Thunders |   |
| Randy Newman                                       | Sail Away                                               | 1972 | Randy Newman |   |
| Nine Inch Nails                                    | Head Like a Hole                                        | 1990 | Trent Reznor | # |
| Nirvana                                            | All Apologies                                           | 1993 | Kurt Cobain | # |
| Nirvana                                            | Smells Like Teen Spirit                                 | 1991 | Kurt Cobain, Dave Grohl et Chris Novoselic |   |
| The O'Jays                                         | Love Train                                              | 1972 | Kenny Gamble, Leon Huff |   |
| Oasis                                              | Wonderwall                                              | 1995 | Noel Gallagher | # |
| Phil Ochs                                          | I Ain't Marching Anymore                                | 1965 | Phil Ochs |   |
| Roy Orbison                                        | Oh, Pretty Woman                                        | 1964 | Roy Orbison, Bill Dees |   |
| Roy Orbison                                        | Only the Lonely                                         | 1960 | Roy Orbison, Joe Melson | # |
| The Orioles                                        | Crying in the Chapel                                    | 1953 | Artie Glenn |   |
| Ozzy Osbourne                                      | Crazy Train                                             | 1980 | Bob Daisley, Ozzy Osbourne, Randy Rhoads | # |
| Johnny Otis                                        | Willie and the Hand Jive                                | 1958 | Johnny Otis |   |
| OutKast                                            | Hey Ya!                                                 | 2003 | André 3000 | # |
| Parliament                                         | Give Up the Funk (Tear the Roof Off the Sucker)         | 1976 | Jerome Brailey, George Clinton, Bootsy Collins |   |
| Les Paul and Mary Ford                             | How High the Moon                                       | 1951 | Nancy Hamilton, Morgan Lewis |   |
| Pearl Jam                                          | Jeremy                                                  | 1992 | Eddie Vedder, Jeff Ament |   |
| The Penguins                                       | Earth Angel                                             | 1954 | Curtis Williams, Jesse Belvin, Gaynel Hodge |   |
| Pere Ubu                                           | Final Solution                                          | 1976 | Craig Bell, Tom Herman, Scott Krauss, Peter Laughner, Dave Taylor, David Thomas, Tim Wright                                                            | # |
| Carl Perkins                                       | Blue Suede Shoes                                        | 1956 | Carl Perkins |   |
| Carl Perkins                                       | Matchbox                                                | 1957 | Blind Lemon Jefferson |   |
| Pinetop Perkins                                    | Pine Top's Boogie Woogie                                | 1929 | Pine Top Smith |   |
| Peter and Gordon                                   | A World Without Love (en)                               | 1964 | John Lennon, Paul McCartney |   |
| Peter, Paul and Mary                               | If I Had a Hammer (The Hammer Song)                     | 1962 | Pete Seeger et Lee Hays |   |
| Tom Petty and the Heartbreakers                    | American Girl (en)                                      | 1977 | Tom Petty |   |
| Phish                                              | Chalk Dust Torture (en)                                 | 1992 | Trey Anastasio, Tom Marshall | # |
| Wilson Pickett                                     | In the Midnight Hour                                    | 1965 | Wilson Pickett, Steve Cropper |   |
| Pink Floyd                                         | Another Brick in the Wall (part 2)                      | 1979 | Roger Waters |   |
| Pink Floyd                                         | Money                                                   | 1973 | Roger Waters |   |
| Pink Floyd                                         | See Emily Play                                          | 1967 | Syd Barrett |   |
| Pixies                                             | Where Is My Mind?                                       | 1988 | Frank Black | # |
| The Platters                                       | The Great Pretender                                     | 1955 | Buck Ram |   |
| The Police                                         | Every Breath You Take                                   | 1983 | Sting |   |
| The Police                                         | Roxanne                                                 | 1978 | Sting |   |
| Elvis Presley                                      | Heartbreak Hotel                                        | 1956 | Tommy Durden, Mae Boren Axton |   |
| Elvis Presley                                      | Hound Dog                                               | 1956 | Jerry Leiber, Mike Stoller | # |
| Elvis Presley                                      | Jailhouse Rock                                          | 1957 | Jerry Leiber, Mike Stoller |   |
| Elvis Presley                                      | Love Me Tender                                          | 1956 | Elvis Presley, Vera Matson, George R. Poulton |   |
| Elvis Presley                                      | Mystery Train                                           | 1953 | Junior Parker, Sam Phillips |   |
| Elvis Presley                                      | Suspicious Minds                                        | 1969 | Mark James |   |
| Elvis Presley                                      | That's All Right (Mama)                                 | 1954 | Arthur Crudup |   |
| Jimmy Preston                                      | Rock the Joint                                          | 1949 | Harold Crafton, Wendell Keane, Harold Bagby | # |
| The Pretenders                                     | Brass in Pocket                                         | 1979 | Chrissie Hynde, James Honeyman-Scott |   |
| Lloyd Price                                        | Lawdy Miss Clawdy                                       | 1952 | Lloyd Price |   |
| Prince                                             | Little Red Corvette                                     | 1983 | Prince |   |
| Prince and The Revolution                          | Purple Rain                                             | 1984 | Prince | # |
| Prince                                             | Sign o' the Times                                       | 1987 | Prince | # |
| Prince and The Revolution                          | When Doves Cry                                          | 1984 | Prince |   |
| Procol Harum                                       | A Whiter Shade of Pale                                  | 1967 | Keith Reid, Gary Brooker, Matthew Fisher |   |
| Public Enemy                                       | Fight the Power                                         | 1989 | Carlton Ridenhour, Eric Sadler, Hank Boxley, Keith Boxley                                                                                              |   |
| Queen                                              | Bohemian Rhapsody                                       | 1975 | Freddie Mercury |   |
| Queen                                              | We Will Rock You                                        | 1977 | Brian May | # |
| Queen Latifah                                      | Ladies First                                            | 1989 | James, Owens |   |
| ? And The Mysterians                               | 96 Tears                                                | 1966 | Rudy Martinez |   |
| Quicksilver Messenger Service                      | Fresh Air (en)                                          | 1970 | Jesse Oris Farrow |   |
| R.E.M.                                             | Losing My Religion                                      | 1991 | Bill Berry, Peter Buck, Mike Mills, Michael Stipe |   |
| R.E.M.                                             | Radio Free Europe                                       | 1981 | Bill Berry, Peter Buck, Mike Mills, Michael Stipe |   |
| Radiohead                                          | Karma Police                                            | 1997 | Thom Yorke | # |
| Ma Rainey with Tub Jug Washboard Band              | Prove It On Me Blues                                    | 1928 | Ma Rainey |   |
| Bonnie Raitt                                       | Something to Talk About (en)                            | 1991 | Shirley Eikhard |   |
| Ramones                                            | Blitzkrieg Bop                                          | 1976 | Ramones | # |
| Ramones                                            | Sheena Is a Punk Rocker                                 | 1977 | Tommy Ramone |   |
| The Young Rascals                                  | Groovin'                                                | 1967 | Eddie Brigati, Felix Cavaliere |   |
| The Young Rascals                                  | Good Lovin'                                             | 1966 | Rudy Clark, Arthur Resnick |   |
| Johnnie Ray                                        | Cry (en)                                                | 1951 | Churchill Kohlman | # |
| Red Hot Chili Peppers                              | Give It Away                                            | 1991 | Flea, John Frusciante, Anthony Kiedis, Chad Smith |   |
| Otis Redding                                       | Shake (en)                                              | 1965 | Sam Cooke |   |
| Otis Redding                                       | (Sittin' on) The Dock of the Bay                        | 1968 | Otis Redding, Steve Cropper |   |
| Otis Redding                                       | Try a Little Tenderness                                 | 1966 | Jimmy Campbell, Reg Connelly, Harry M. Woods |   |
| Jimmy Reed                                         | Big Boss Man (en)                                       | 1961 | Luther Dixon, Al Smith |   |
| Jimmy Reed                                         | Bright Lights, Big City (en)                            | 1961 | Jimmy Reed |   |
| Lou Reed                                           | Walk on the Wild Side                                   | 1972 | Lou Reed |   |
| The Replacements                                   | Here Comes a Regular                                    | 1985 | Paul Westerberg | # |
| The Replacements                                   | I Will Dare (en)                                        | 1984 | Paul Westerberg |   |
| Paul Revere and the Raiders                        | Just Like Me (en)                                       | 1965 | Rick Dey, Rich Brown |   |
| Cliff Richard and the Drifters                     | Move It (en)                                            | 1958 | Ian Samwell |   |
| Little Richard                                     | Good Golly, Miss Molly                                  | 1958 | Robert Bumps Blackwell, John Marascalco |   |
| Little Richard                                     | Long Tall Sally                                         | 1956 | R. A. Blackwell, E. Johnson, R. Penniman |   |
| Little Richard                                     | Tutti Frutti                                            | 1955 | Dorothy LaBostrie, J. Lubin, Richard Penniman |   |
| The Righteous Brothers                             | You've Lost That Lovin' Feelin'                         | 1964 | Phil Spector, Barry Mann, Cynthia Weil |   |
| Billy Lee Riley and His Little Green Men           | Red Hot (en)                                            | 1957 | Billy "The Kid" Emerson |   |
| Jimmie Rodgers                                     | Blue Yodel no 9 (Standin’ On the Corner)                | 1931 | Jimmie Rodgers |   |
| The Rolling Stones                                 | Honky Tonk Women                                        | 1969 | Mick Jagger, Keith Richards |   |
| The Rolling Stones                                 | (I Can't Get No) Satisfaction                           | 1965 | Mick Jagger, Keith Richards |   |
| The Rolling Stones                                 | Jumpin' Jack Flash                                      | 1968 | Mick Jagger, Keith Richards |   |
| The Rolling Stones                                 | Miss You                                                | 1978 | Mick Jagger, Keith Richards |   |
| The Rolling Stones                                 | Paint It, Black                                         | 1966 | Mick Jagger, Keith Richards | # |
| The Rolling Stones                                 | Sympathy for the Devil                                  | 1968 | Mick Jagger, Keith Richards |   |
| The Rolling Stones                                 | Time Is on My Side                                      | 1964 | Mick Jagger, Keith Richards |   |
| The Rolling Stones                                 | Wild Horses                                             | 1971 | Mick Jagger, Keith Richards | # |
| The Ronettes                                       | Be My Baby                                              | 1963 | Phil Spector, Jeff Barry, Ellie Greenwich |   |
| Roxy Music                                         | Love Is the Drug                                        | 1975 | Bryan Ferry, Andy Mackay |   |
| Run–DMC feat. Aerosmith                            | Walk This Way                                           | 1986 | Steven Tyler et Joe Perry, Run–DMC |   |
| The Runaways                                       | Cherry Bomb                                             | 1976 | Joan Jett, Kim Fowley | # |
| Rush                                               | The Spirit of Radio (en)                                | 1979 | Neil Peart, Geddy Lee, Alex Lifeson |   |
| Otis Rush                                          | I Can't Quit You Baby                                   | 1956 | Willie Dixon |   |
| Mitch Ryder and The Detroit Wheels                 | Devil with a Blue Dress On & Good Golly Miss Molly      | 1966 | Frederick Long, William Stevenson, Blackwell, Marascalco                                                                                               |   |
| Salt-N-Pepa                                        | Let's Talk About Sex                                    | 1991 | Hurby Azor | # |
| Sam & Dave                                         | Soul Man                                                | 1967 | Isaac Hayes, David Porter |   |
| Sam the Sham and the Pharaohs                      | Wooly Bully (en)                                        | 1965 | Domingo Samudio |   |
| Santana                                            | Black Magic Woman / Gypsy Queen                         | 1970 | Peter Green / Gábor Szabó |   |
| The Searchers                                      | Needles and Pins                                        | 1963 | Jack Nitzsche, Sonny Bono |   |
| The Seeds                                          | Pushin' Too Hard                                        | 1965 | Sky Saxon |   |
| Pete Seeger                                        | Where Have All the Flowers Gone?                        | 1955 | Pete Seeger |   |
| Bob Seger and The Silver Bullet Band               | Night Moves (en)                                        | 1976 | Bob Seger |   |
| Sex Pistols                                        | Anarchy in the U.K.                                     | 1976 | Paul Cook, Steve Jones, Glen Matlock, Johnny Rotten |   |
| Sex Pistols                                        | God Save the Queen                                      | 1977 | Paul Cook, Steve Jones, Glen Matlock, Johnny Rotten |   |
| The Shadows of Knight                              | Gloria                                                  | 1964 | Van Morrison |   |
| The Shangri-Las                                    | Leader of the Pack                                      | 1964 | George "Shadow" Morton, Jeff Barry, Ellie Greenwich |   |
| Del Shannon                                        | Runaway                                                 | 1961 | Del Shannon, Max Crook |   |
| Arkie Shibley (en) and His Mountain Dew Boys       | Hot Rod Race (en)                                       | 1950 | George Wilson | # |
| The Shirelles                                      | Dedicated to the One I Love                             | 1959 | Lowman Pauling, Ralph Bass |   |
| The Shirelles                                      | Will You Love Me Tomorrow                               | 1960 | Gerry Goffin, Carole King |   |
| Simon and Garfunkel                                | Bridge over Troubled Water                              | 1970 | Paul Simon |   |
| Simon and Garfunkel                                | The Sound of Silence                                    | 1964 | Paul Simon |   |
| Paul Simon                                         | Graceland                                               | 1986 | Paul Simon |   |
| Siouxsie and the Banshees                          | Cities In Dust (en)                                     | 1985 | Susan Ballion, Peter Edward Clarke, Steven Severin | # |
| Sir Douglas Quintet                                | She's About a Mover (en)                                | 1965 | Doug Sahm |   |
| Sister Sledge                                      | We Are Family                                           | 1979 | Bernard Edwards, Nile Rodgers |   |
| The Skatalites                                     | Guns of Navarone (en)                                   | 1965 | Dimitri Tiomkin, Paul Webster | # |
| Percy Sledge                                       | When a Man Loves a Woman                                | 1966 | Calvin Lewis, Andrew Wright |   |
| Sly and the Family Stone                           | Dance to the Music                                      | 1968 | Sly Stone |   |
| Sly and the Family Stone                           | Thank You (Falettinme Be Mice Elf Agin)                 | 1969 | Sly Stone |   |
| Millie Small                                       | My Boy Lollipop                                         | 1964 | Robert Spencer, Morris Levy, Johnny Roberts | # |
| Arthur Smith                                       | Guitar Boogie (en)                                      | 1946 | Arthur Smith | # |
| Bessie Smith                                       | Downhearted Blues (en)                                  | 1922 | Alberta Hunter, Lovie Austin |   |
| Huey "Piano" Smith and His Clowns                  | Rockin' Pneumonia and the Boogie Woogie Flu             | 1957 | Huey "Piano" Smith, Johnny Vincent |   |
| Mamie Smith                                        | Crazy Blues                                             | 1920 | Perry Bradford | # |
| Patti Smith Group                                  | Dancing Barefoot                                        | 1979 | Patti Smith, Ivan Kral | # |
| Patti Smith                                        | Gloria (in Excelsis Deo)                                | 1975 | Van Morrison |   |
| Trixie Smith                                       | My Man Rocks Me (with One Steady Roll)                  | 1922 | J. Berni Barbour | # |
| The Smiths                                         | Heaven Knows I'm Miserable Now (en)                     | 1984 | Morrissey, Johnny Marr |   |
| The Smiths                                         | How Soon Is Now?                                        | 1985 | Morrissey, Johnny Marr | # |
| Sonic Youth                                        | Teen Age Riot                                           | 1988 | Kim Gordon, Thurston Moore, Lee Ranaldo, Steve Shelley                                                                                                 |   |
| The Soul Stirrers                                  | By and By (en)                                          | 1950 | Charles Albert Tindley |   |
| The Specials                                       | Ghost Town                                              | 1981 | Jerry Dammers | # |
| Dusty Springfield                                  | Wishin' and Hopin' (en)                                 | 1964 | Burt Bacharach, Hal David | # |
| Bruce Springsteen                                  | Born in the U.S.A.                                      | 1984 | Bruce Springsteen | # |
| Bruce Springsteen                                  | Born to Run                                             | 1975 | Bruce Springsteen |   |
| Bruce Springsteen                                  | Dancing in the Dark                                     | 1984 | Bruce Springsteen |   |
| Bruce Springsteen                                  | Streets of Philadelphia                                 | 1993 | Bruce Springsteen | # |
| Bruce Springsteen                                  | Rosalita (Come Out Tonight) (en)                        | 1973 | Bruce Springsteen |   |
| The Standells                                      | Dirty Water (en)                                        | 1965 | Ed Cobb |   |
| The Staple Singers                                 | I'll Take You There                                     | 1972 | Al Bell | # |
| The Staple Singers                                 | Respect Yourself                                        | 1971 | Luther Ingram, Mack Rice |   |
| Edwin Starr                                        | War                                                     | 1970 | Norman Whitfield, Barrett Strong |   |
| Steely Dan                                         | Reelin' In the Years (en)                               | 1973 | Walter Becker, Donald Fagen |   |
| Steppenwolf                                        | Born to Be Wild                                         | 1968 | Mars Bonfire |   |
| Rod Stewart                                        | Maggie May                                              | 1971 | Rod Stewart, Martin Quittenton |   |
| Iggy and the Stooges                               | Search and Destroy                                      | 1973 | Ron Asheton, Scott Asheton, Dave Alexander, Iggy Pop                                                                                                   |   |
| The Stooges                                        | I Wanna Be Your Dog                                     | 1969 | Ron Asheton, Scott Asheton, Dave Alexander, Iggy Pop                                                                                                   |   |
| Strafe (en)                                        | Set It Off                                              | 1984 | Steve Standard | # |
| Stray Cats                                         | Rock This Town (en)                                     | 1981 | Brian Setzer |   |
| Barrett Strong                                     | Money (That's What I Want)                              | 1959 | Berry Gordy, Janie Bradford |   |
| The Sugarhill Gang                                 | Rapper's Delight                                        | 1979 | Bernard Edwards, Nile Rodgers |   |
| Donna Summer                                       | Love to Love You Baby                                   | 1975 | Donna Summer, Pete Bellotte, Giorgio Moroder |   |
| The Supremes                                       | Stop! In the Name of Love                               | 1965 | Brian Holland, Lamont Dozier, Eddie Holland |   |
| The Supremes                                       | You Can't Hurry Love                                    | 1966 | Brian Holland, Lamont Dozier, Eddie Holland |   |
| The Surfaris                                       | Wipe Out                                                | 1962 | Bob Berryhill, Pat Connolly, Jim Fuller, Rob Wilson |   |
| The Swingin' Blue Jeans                            | Hippy Hippy Shake                                       | 1963 | Chan Romero |   |
| T. Rex                                             | Get It On                                               | 1971 | Marc Bolan |   |
| Talking Heads                                      | Life During Wartime (en)                                | 1979 | David Byrne, Chris Frantz, Jerry Harrison, Tina Weymouth                                                                                               |   |
| Talking Heads                                      | Once in a Lifetime (en)                                 | 1981 | David Byrne, Brian Eno, Chris Frantz, Jerry Harrison, Tina Weymouth                                                                                    |   |
| Talking Heads                                      | Psycho Killer                                           | 1977 | David Byrne, Chris Frantz, Tina Weymouth | # |
| James Taylor                                       | Fire and Rain                                           | 1970 | James Taylor |   |
| Television                                         | Marquee Moon                                            | 1977 | Tom Verlaine |   |
| The Temptations                                    | Ain't Too Proud to Beg                                  | 1966 | Norman Whitfield, Eddie Holland |   |
| The Temptations                                    | My Girl                                                 | 1964 | Smokey Robinson, Ronald White |   |
| The Temptations                                    | Papa Was a Rollin' Stone                                | 1972 | Barrett Strong, Norman Whitfield |   |
| Sister Rosetta Tharpe                              | This Train (en)                                         | 1939 | traditionnel |   |
| Willie Mae "Big Mama" Thornton                     | Ball and Chain (en)                                     | 1968 | Willie Mae Thornton |   |
| Willie Mae "Big Mama" Thornton                     | Hound Dog                                               | 1956 | Jerry Leiber, Mike Stoller |   |
| Toots and the Maytals                              | Pressure Drop                                           | 1969 | Frederick "Toots" Hibbert |   |
| Peter Tosh                                         | Legalize It                                             | 1976 | Peter Tosh |   |
| Traffic                                            | Dear Mr. Fantasy (en)                                   | 1967 | Steve Winwood, Chris Wood |   |
| The Trammps                                        | Disco Inferno                                           | 1976 | Leroy Green, Ron Kersey |   |
| The Troggs                                         | Wild Thing                                              | 1966 | Chip Taylor |   |
| 2Pac feat. Dr. Dre                                 | California Love                                         | 1995 | 2Pac, Dr. Dre, Roger Troutman, Larry Troutman, Joe Cocker, M. Hooks, R. Hudson, C. Stainton                                                            | # |
| 2Pac                                               | Me Against the World (ou Keep Ya Head Up)               | 1993 | Tupac Shakur | # |
| Big Joe Turner                                     | Roll 'Em Pete (en)                                      | 1939 | Joe Turner, Pete Johnson | # |
| Big Joe Turner                                     | Shake, Rattle and Roll                                  | 1954 | Charles E. Calhoun |   |
| Ike and Tina Turner                                | River Deep, Mountain High                               | 1966 | Phil Spector, Jeff Barry, Ellie Greenwich |   |
| Tina Turner                                        | What's Love Got to Do with It                           | 1984 | Terry Britten, Graham Lyle | # |
| The Turtles                                        | Happy Together                                          | 1967 | Garry Bonner, Alan Gordon | # |
| The Turtles                                        | It Ain't Me, Babe                                       | 1965 | Bob Dylan |   |
| U.T.F.O. (en)                                      | Roxanne, Roxanne                                        | 1984 | |   |
| U2                                                 | I Still Haven't Found What I'm Looking For              | 1987 | Bono, U2 |   |
| U2                                                 | One                                                     | 1992 | Bono, The Edge, U2 | # |
| U2                                                 | Pride (In the Name of Love)                             | 1984 | Bono, U2 |   |
| U2                                                 | Sunday Bloody Sunday                                    | 1983 | Bono, The Edge, U2 |   |
| The Undertones                                     | Teenage Kicks                                           | 1978 | John O'Neill | # |
| Ritchie Valens                                     | La bamba                                                | 1958 | traditionnel |   |
| Van Halen                                          | Jump                                                    | 1983 | Michael Anthony, David Lee Roth, Alex Van Halen, Eddie Van Halen                                                                                       |   |
| Van Halen                                          | Runnin' with the Devil                                  | 1978 | Michael Anthony, David Lee Roth, Alex Van Halen, Eddie Van Halen                                                                                       |   |
| Stevie Ray Vaughan                                 | Pride and Joy (en)                                      | 1983 | Stevie Ray Vaughan |   |
| The Velvet Underground                             | Heroin                                                  | 1967 | Lou Reed |   |
| The Velvet Underground                             | Sweet Jane                                              | 1970 | Lou Reed | # |
| The Velvet Underground                             | White Light/White Heat                                  | 1968 | Lou Reed |   |
| The Ventures                                       | Walk, Don't Run (instrumental) (en)                     | 1960 | Johnny Smith |   |
| Gene Vincent and His Blue Caps                     | Be-Bop-A-Lula                                           | 1956 | Sheriff Tex Davis, Gene Vincent |   |
| The Wailers                                        | Get Up, Stand Up                                        | 1973 | Bob Marley, Peter Tosh |   |
| The Wailers                                        | I Shot the Sheriff                                      | 1973 | Bob Marley |   |
| Tom Waits                                          | Hang On St. Christopher (en)                            | 1987 | Tom Waits | # |
| Junior Walker & the All Stars                      | Shotgun (en)                                            | 1965 | Junior Walker |   |
| T-Bone Walker                                      | Call It Stormy Monday (But Tuesday Is Just as Bad) (en) | 1947 | Aaron Walker |   |
| War                                                | Low Rider                                               | 1975 | Jerry Goldstein, War | # |
| War                                                | Slippin' into Darkness (en)                             | 1971 | War |   |
| Clara Ward and The Ward Singers                    | How I Got Over (en)                                     | 1951 | Clara Ward |   |
| Dionne Warwick                                     | Walk On By                                              | 1964 | Burt Bacharach, par Hal David | # |
| Dinah Washington                                   | TV Is the Thing (This Year)                             | 1953 | Phil Medley, Bill Sanford |   |
| Muddy Waters                                       | Got My Mojo Working                                     | 1956 | Preston Foster |   |
| Muddy Waters                                       | Hoochie Coochie Man                                     | 1954 | Willie Dixon |   |
| Muddy Waters                                       | Mannish Boy                                             | 1955 | McKinley Morganfield, Mel London, Ellas McDaniel |   |
| Muddy Waters                                       | Rollin' Stone                                           | 1950 | McKinley Morganfield |   |
| The Weavers                                        | Goodnight, Irene                                        | 1950 | Leadbelly |   |
| Weezer                                             | Undone – The Sweater Song (en)                          | 1994 | Rivers Cuomo | # |
| Mary Wells                                         | My Guy                                                  | 1964 | Smokey Robinson |   |
| The Who                                            | Baba O'Riley                                            | 1971 | Pete Townshend |   |
| The Who                                            | Go to the Mirror!                                       | 1969 | Pete Townshend |   |
| The Who                                            | I Can See for Miles                                     | 1967 | Pete Townshend | # |
| The Who                                            | My Generation                                           | 1965 | Pete Townshend |   |
| Big Joe Williams                                   | Baby, Please Don't Go                                   | 1935 | Big Joe Williams |   |
| Hank Williams                                      | Lovesick Blues (en)                                     | 1949 | Irving Mills, Hank Williams, Cliff Friend | # |
| Hank Williams                                      | Move It On Over (en)                                    | 1947 | Hank Hiram Williams | # |
| Larry Williams                                     | Bony Moronie                                            | 1957 | Larry Williams |   |
| Marion Williams (en)                               | Packin' Up                                              | 1957 | |   |
| Sonny Boy (John Lee) Williamson                    | Good Morning Little Schoolgirl                          | 1937 | John Lee Williamson |   |
| Chuck Willis                                       | C.C. Rider                                              | 1957 | Lena Arent, Ma Rainey |   |
| Bob Wills and His Texas Playboys                   | Ida Red (en)                                            | 1939 | traditionnel | # |
| Bob Wills and His Texas Playboys                   | Take Me Back to Tulsa (en)                              | 1941 | Bob Wills, Tommy Duncan |   |
| Jackie Wilson                                      | Lonely Teardrops                                        | 1958 | Berry Gordy | # |
| Jackie Wilson                                      | (Your Love Keeps Lifting Me) Higher and Higher          | 1967 | Gary Jackson, Carl Smith |   |
| Little Stevie Wonder                               | Fingertips                                              | 1963 | Clarence Paul, Henry Cosby | # |
| Stevie Wonder                                      | Living for the City                                     | 1973 | Stevie Wonder |   |
| Stevie Wonder                                      | Master Blaster (Jammin')                                | 1980 | Stevie Wonder |   |
| Stevie Wonder                                      | Superstition                                            | 1972 | Stevie Wonder |   |
| Stevie Wonder                                      | Uptight (Everything's Alright)                          | 1965 | Stevie Wonder, Sylvia Moy, Henry Cosby |   |
| Link Wray                                          | Rumble                                                  | 1958 | Link Wray, Milton Grant |   |
| X                                                  | Los Angeles                                             | 1980 | John Doe, Exene Cervenka |   |
| Jimmy Yancey                                       | Midnight Stomp                                          | 1944 | Clarence Williams, Fats Waller |   |
| The Yardbirds                                      | Shapes of Things                                        | 1966 | Jim McCarty, Keith Relf, Paul Samwell-Smith |   |
| Yes                                                | Roundabout                                              | 1971 | Jon Anderson, Steve Howe |   |
| Neil Young                                         | Down by the River                                       | 1969 | Neil Young |   |
| Neil Young                                         | Heart of Gold                                           | 1972 | Neil Young |   |
| Neil Young                                         | My My, Hey Hey (Out of the Blue)                        | 1978 | Neil Young |   |
| Frank Zappa                                        | Montana (en)                                            | 1973 | Frank Zappa | # |
| ZZ Top                                             | La Grange                                               | 1973 | Billy Gibbons, Dusty Hill, Frank Beard | # |
| ZZ Top                                             | Legs                                                    | 1984 | Billy Gibbons, Dusty Hill, Frank Beard |   |
| The Zombies                                        | Time of the Season                                      | 1968 | Rod Argent | # |